# Markion
Markion Sinopski (tudi Markion ali Marcion iz Sinopeja), teolog, * okoli 110, † 160.
Markion je bil eden izmed poglavitnih krščanskih teologov drugega stoletja in ustanovitelj gibanja, ki so ga kasneje poimenovali markionizem/marcionizem. Bil je tudi med prvimi teologi, ki so jih prvi kristjani strogo zavračali (in jih zato kasneje poimenovali markionite, da bi jih ločili od sebe - kristjanov) kot heretike. Ustanovil je močno cerkveno organizacijo, ki jo je sam kot škof tudi vodil. Le-ta je delovala vzporedno ob Rimskokatoliški cerkvi. Katoliška enciklopedija markionite označuje kot ljudi, »ki so bili krščanstvu verjetno najbolj nevarni v vsej njegovi zgodovini«. 
Članek v enciklopediji Britannica pravi o Markionu naslednje: »Ni šlo za navadno šolo, ki bi privilegiranim razkrivala skrivnosti vere, temveč je poskušala postaviti temelje krščanske skupnosti, osnovane na čistem evangeliju, na avtentičnih naukih Kristusa. Toda Markion je menil, da je čisti evangelij v skoraj vsej krščanski skupnosti bolj ali manj sprevržen ali spremenjen. Zato se je odločil reformirati krščanstvo. Ta reforma bi naj krščanstvo očistila napačnih judovskih doktrin in ponovno vzpostavila pavlinski nauk evangelija - kajti apostol Pavel je bil po mnenju Markiona edini apostol, ki je pravilno razumel novo izročilo o odrešenju, kot ga je učil Kristus. Po mnenju Markiona je bila ustanovitev lastne  Cerkve nič drugega kot reformacija krščanstva z vrnitvijo k evangeliju Kristusa in apostola Pavla in nič drugega kot zgolj in samo to. Že samo zato je narobe uvrščati Markiona med gnostike. Zagotovo je bil dualist, napačno pa ga je prištevati med gnostike. 
Katoliška enciklopedija pravi, da »je povsem razvidno, da je bil Markion že posvečeni škof« in da »nam je lahko zato jasno, da je bil Markion škof, verjetno pomočnik ali namestnik svojega očeta v Sinopeju«. Ernest Evans trdi, da je Markion v Rimu ustanovil »cerkev, ki se je v času pol generacije razširila po vsem znanem svetu, dovolj žilava, da je na skoraj vsakem kraju predstavljala resnega tekmeca Katoliški cerkvi in ob tem imela dovolj trdo prepričanje, da je lahko zadržala svojo ekspanzionistično moč več kot stoletje in preživela vročično preganjanje, krščansko kontroverzo ter njeno odklanjanje s strani kraljev, še nekaj stoletij«. (Evans, 1972). 
Nekateri pogledi Markiona so se ponovno pojavili med bolgarskimi bogomili v 10. stoletju in med njihovimi katarskimi dediči v južni Franciji v 13. stoletju. Markionov poskus, da bi ponovno vzpostavil avtentični Jezusov nauk je bila konstantna tema med krščanskimi reformatorji, ki so se pojavljali v različnih oblikah, kot na primer v Jeffersonovi Bibliji, pri Albertu Schweitzerju ali v Jezusovem seminarju. 
Bistvena razlika med Markionom in drugimi, ki so poskušali ponovno vzpostaviti avtentičen Jezusov nauk je v Markionovi veri, da je Jahve sicer ustvaril svet, Bog, ki je stal za Jezusom in njegovim naukom pa ni stvaritelj sveta Jahve, temveč neki drugi Bog, zaradi česar so številni Markiona označili za gnostika. 

## Zgodovina
Večina tega, kar danes vemo o Markionu, je posledica pisanja njegovih nasprotnikov, ki o njem v glavnem soglašajo. Prvi je Markiona omenil Justin Mučenik v svoji knjigi Apologija, ki je bila napisana v sredini stoletja in opisuje še živega Markiona in njegove učence razpršene po številnih deželah. Markion je bil bogat sin škofa mesta Sinope (današnji Sinop v Turčiji) v Pontu. Rodon in Tertulijan, ki sta živela sto let za Markionom, ga opisujeta tudi kot lastnika ladij. Sovražen spopad z Markionom v knjigi Adversus haereses, katere avtor je bil Polikarpov učenec Irenej, je Tertulijan v svoji knjigi Adversus Marcionem še dodatno razširil in poglobil. Hipolit trdi, da je bil Markion sin škofa, ki ga je izobčil zaradi nemoralega obnašanja, kar je težko verjetno, glede na opise drugih avtorjev, ki trdijo, da je bil izjemno moralen človek in glede na to, da se je »heretike« običajno obsojalo nemoralnosti. 
Okoli leta 142 - 143 je Markionu naposled uspelo priti v Rim, kajti Tertulijan, ki je svojo knjigo napisal okoli leta 208, datira začetek Markionovih naukov na 115 let po križanju Jezusa, ki ga Tertulijan zopet datira med leti 26 in 27. (Adversus Marcionem, xix.) 
V letih po prihodu v Rim je delal na svojem teološkem sistemu, osnovanem na interpretaciji Jezusovega nauka in pridobil ogromno občestvo. Rimski papež Dionizij je zelo jasno obsodil njegovo učenje v tozadevnem pismu aleksandrijskemu patriarhu Dioniziju.  
Ko so se pričeli konflikti z rimskimi škofi, je pričel Markion svoje ljudi uvajati v ločeno skupnost. Rimska cerkev ga je izobčila okoli leta 115 (115 let in 6 mesecev po Jezusovem križanju, kot piše Katoliška enciklopedija) in mu tudi vrnila njegovo donacijo cerkvi, v višini 200.000 sestercev, kar je morala biti ogromna vsota, glede na to, da so - kot piše v ohranjenih zapisih iz Pompejev - sužnje prodajali po 6252 sestercev. Katoliška enciklopedija trdi, da je bila ta donacija denarja namenjena lobiranju na rimskem konklavu po smrti papeža Higina okoli leta 143, na katerem je bil izvoljen Pij I. Tertulijan trdi, da je bil Valentin v tistem času resen kandidat. 
Od takrat naprej, je menda uporabljal Rim kot središče iz katerega je vodil svoje delo, pri čemer je posvečal svojo organizacijsko sposobnost in veliki del svojega premoženja propagiranju svojih naukov in ustanavljanju zaokroženih skupnosti po vsem Rimskem cesarstvu, kjer mu je uspelo pridobiti spreobrnjence vseh starosti in položajev iz različnih slojev in družin. Vzpostavil je močno cerkveno organizacijo, ki je delovala vzporedno ob Rimski cerkvi, na čelu z njim kot škofom.
Tertulijan in Irenej poročata, da je Markion poskušal uporabiti svoj denar za vpliv na odločitev Cerkve za sprejem njegovih naukov, kar je bilo zavrnjeno. V Rimu se je tudi iz oči v oči srečal s Polikarpom, ki je trdil, da je osebno poznal Janeza (apostola Janeza ali Janeza Prezbiterja) - Polikarp ga je imenoval »Satanov prvorojenec«. Med njegovimi že omenjenimi kritiki so bili tudi Efrem Sirski, Dionizij Korintski, Teofil Antiohijski, Filip iz Gortine, Hipolit in Rodo v Rimu, Bardesani v Edesi, Klemen Aleksandrijski in Origen. Takšen nabor nasprotnikov nedvoumno priča o zelo resnem in močno razširjenem nauku, ki je nasprotoval tistemu, ki ga danes imenujemo katoliški. Toda, kot trdi v svoji knjigi Evans (Evans, 1972), »niti Tertulijan na njem ni opazil nobenih moralnih pomanjkljivosti, ki bi jih lahko pripisal njemu osebno ali njegovim somišljenikom«. (Evans, 1972, str. XIV.).